# Rossegg (Gemeinde Stainz)
Rossegg ist eine Ortschaft in der Marktgemeinde Stainz in der Steiermark.
Die Ortschaft Rossegg, die neben dem Dorf selbst auch aus dem Weiler Schlieb und den Rotten Oberrossegg, Unterrossegg und Wolfgraben besteht, liegt auf einem Riedel des Weststeirischen Riedellandes. Außen am Ort vorbei verläuft die von Lieboch kommende Radlpass Straße B 76.